# Cydonia (Grèce)
Pour les articles homonymes, voir Cydonia.
 (mars 2017).
Cydonia (en grec ancien : Κυδωνία, Kudônía), ou Cydon (Κύδων / Kúdōn), est une ancienne ville située en Crète (Grèce) dans la région de Néai Kydoníai. Sa localisation actuelle serait le site de la ville actuelle de La Canée. Les restes connus de Cydonia ne sont qu'un petit site archéologique situé à l'est du vieux port vénitien de La Canée.

## Notice historique

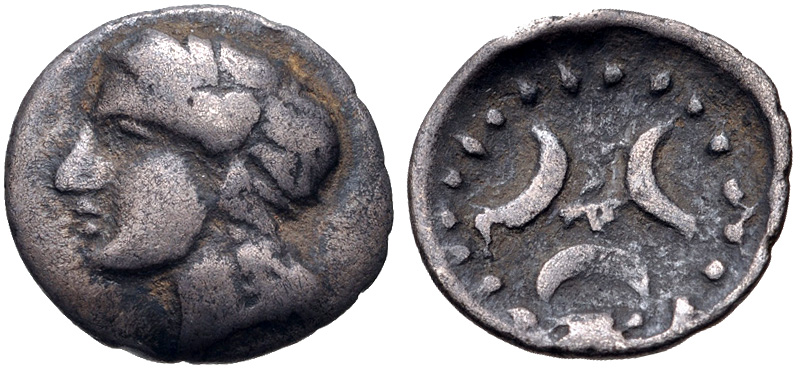
Pièce retrouvée sur le site archéologique de Cydonia.

Ce nom viendrait de Cydon qui, selon une version arcadienne, était le fils de Tégéatès, roi d'Arcadie, et qui encore enfant, est venu en Crète et a fondé Cydonia, tout comme ses frères furent les fondateurs éponymes de Gortyne et Catrée. Les habitants de la ville de Cydonia s'appelaient Cydones, ou Cydoniens.
Selon une version crétoise, la tradition fait de lui un fils d'Acacallis, fille de Minos, et d'Hermès. Il serait le frère de Milet, fondateur de la ville éponyme, en Asie Mineure. Une variante, cependant, a affirmé que son père n'était pas Hermès, mais Apollon. Il voulait que sa fille Eulimène épouse le roi Apteras. Elle avait eu une liaison secrète avec un certain Lycastos, qui a révélé leur liaison secrète quand Cydon était disposé à la sacrifier aux dieux, d'après un oracle, afin de sauver la ville de ses ennemis. Cydon a demandé qu'elle soit tuée, et a ensuite ordonné qu'on lui ouvre le ventre avec un couteau. Il s'est avéré qu'elle était enceinte.[réf. nécessaire]
Son nom a été utilisé comme siège titulaire (de) (supprimé parmi ceux de l'Église catholique romaine) pour un évêque sans diocèse. Henri Hachette des Portes (1709-1798), fut évêque titulaire in partibus de Cydonia.
La ville de Cydonia est à l'origine du nom scientifique du Cognassier, Cydonia oblonga ; selon Pline l'Ancien « Les cotonées des Latins, cydoniens des Grecs (coings) (...) viennent de l'île de Crète. ».

## Protection
Cydonia est inscrite sur la liste du patrimoine mondial en 2025 par l'UNESCO, en tant que partie du bien « Centres palatiaux minoens ».

## Sources
- Pausanias, Description de la Grèce [détail des éditions] [lire en ligne] (Livre VIII 53, 2)
- Saint-byz Kydonia;.. S.
- Homère, Odyssée [détail des éditions] [lire en ligne] XIX 176.
- Asclépiade, FGrH808 697 F1 ; Parthénios, Erotica 35